# Islaz, Teleorman
Islaz este satul de reședință al comunei cu același nume din județul Teleorman, Oltenia, România. Se află în partea de sud a județului, în Lunca Dunării. La recensământul din 2002 avea o populație de 5.079 locuitori.

## Monumente istorice
- Castrul de la Islaz, punct „Racoviță”, sec. II - III p. Chr., Epoca romană
- Castrul de la Islaz, punct „Verdea”, sec. II - III p. Chr., Epoca romană
- Biserica „Sfinții Trei Ierarhi”, zidită între 1853-1857, ctitoria vornicesei Zoe Brâncoveanu
- Casa Toma Ghigeanu (primar al Islazului), mij. sau sf. sec. XIX
- Casa Dumitru Gorunescu, mij. sec. XIX (Lista Monumentelor istorice indică numele „Găvănescu”. Informație greșită)
- Monumentul comemorativ al Adunării de la Islaz din 1848, realizat în 1969

## Personalități
- Preot Gheorghe sin Gheorghe, arestat în urma mișcării revoluționare din 1848 ca fiind „unul din cei patru pricinuitori de căpetenie ai neorânduielii urmată în Izlazu”
- Preot Oprea sin Dumitru, arestat în urma mișcării revoluționare din 1848 ca fiind „unul din cei patru pricinuitori de căpetenie ai neorânduielii urmată în Izlazu”
- Sergent Major Florea Blejan, primul mort în Războiul de Independență, decedat la 4 mai 1877
- Preot Pandele Procopiescu, membru în consistoriu
- Ana Procopiescu, învățătoare
- Preot Vasile Procopiescu, exarh regional
- Anton A. Alexandrescu, învățător
- General Dumitru P. Procopiescu
- General Emil P. Procopiescu
- Virgil P. Procopiescu, filosof
- Marinică Lișcu, profesor la Liceul „Sf. Sava” din București
- Preot Ioan V. Procopiescu, a slujit în Râmnicu Vâlcea, Caracal și Corabia
- Toma D. Ghigeanu, primar
- Florea D. Ghigeanu, moșier și deținuț politic
- General de brigadă Toma Lișcu, comandant al Corpului Grănicerilor (1918-1921), a realizat dispozitivul de pază al frontierei României Mari
- Vasile M. Procopiescu, primar
- Alexandru I. Voiculescu, deținut politic
- Preot Apostol Sincu, deținut politic

## Evenimente istorice
- Proclamația de la Islaz